# ことこと かるてっと
『ことこと かるてっと』 (coto coto quartet) は、楠田夏子による日本の漫画作品。
講談社の『Kiss』にて2009年16号から2010年9号まで不定期に連載された。単行本は全2巻。

## あらすじ
舞台は、京都・西陣の西のはずれにある、小倉大学女子寮・れんげ寮。
101号室の蓮華は共感覚という特殊な知覚の持ち主で人目を避けながら暮らしてきたが、202号室の難波の本棚が倒れ壁が崩れ、102号室の牧、201号室の万城目まで巻き込んで4部屋が繋がってしまう。深い関わりを持たないただの寮生となるはずだった4人は否応なく関わることになり、蓮華の秘密もバレてしまい……。
れんげ寮
京都府西陣の西のはずれにある、築70年の木造2階建ての建物。風呂・トイレ・自炊施設は共同。100の寮室があるが、現在の入居者は40名足らず。格安食堂付きで家賃は月5000円。

## 登場人物
野原 蓮華（のはら れんげ）
理工学部1回生。101号室。共感覚という、音を見たり触ったりできる知覚の持ち主。昔からその力のことで辛い想いをしてきたため、寮に入ってからも人目を忍ぶように生活していた。そのため「あかずの101号室」と怪奇現象のように思われていた。人ごみなどでは音に酔ってしまう。実家は埼玉県。
牧 茜（まき あかね）
心理学部1回生。102号室。いつも笑顔で人当たりが良く、4人の中では一番気配りができる。実家は一条戻橋の近くで、祖父は公認会計士。タンポポのような声。
万城目 亜理沙（まんじょうめ ありさ）
経済学部1回生。201号室。寮一の美人。6人姉弟の長女で弟が5人おり、人の世話を焼くのが癖になってしまっている。一人暮らしをするのが夢でバイト漬けの生活を送っている。モンシロチョウのような声。
難波 彩子（なんば さいこ）
文学部3回生。202号室。好奇心旺盛。ミステリー作家を目指しており、下の茜が床が抜けるのではないかと心配するほど大量の本を持っており、実際壁が崩れる要因となった。ホタルが舞うような声。

## 書誌情報
楠田夏子 『ことこと かるてっと』 講談社〈KC Kiss〉 全2巻
1. 2010年3月12日発売、ISBN 978-4-06-340794-5
2. 2010年6月11日発売、ISBN 978-4-06-340809-6